# نبيذ إيطاليا

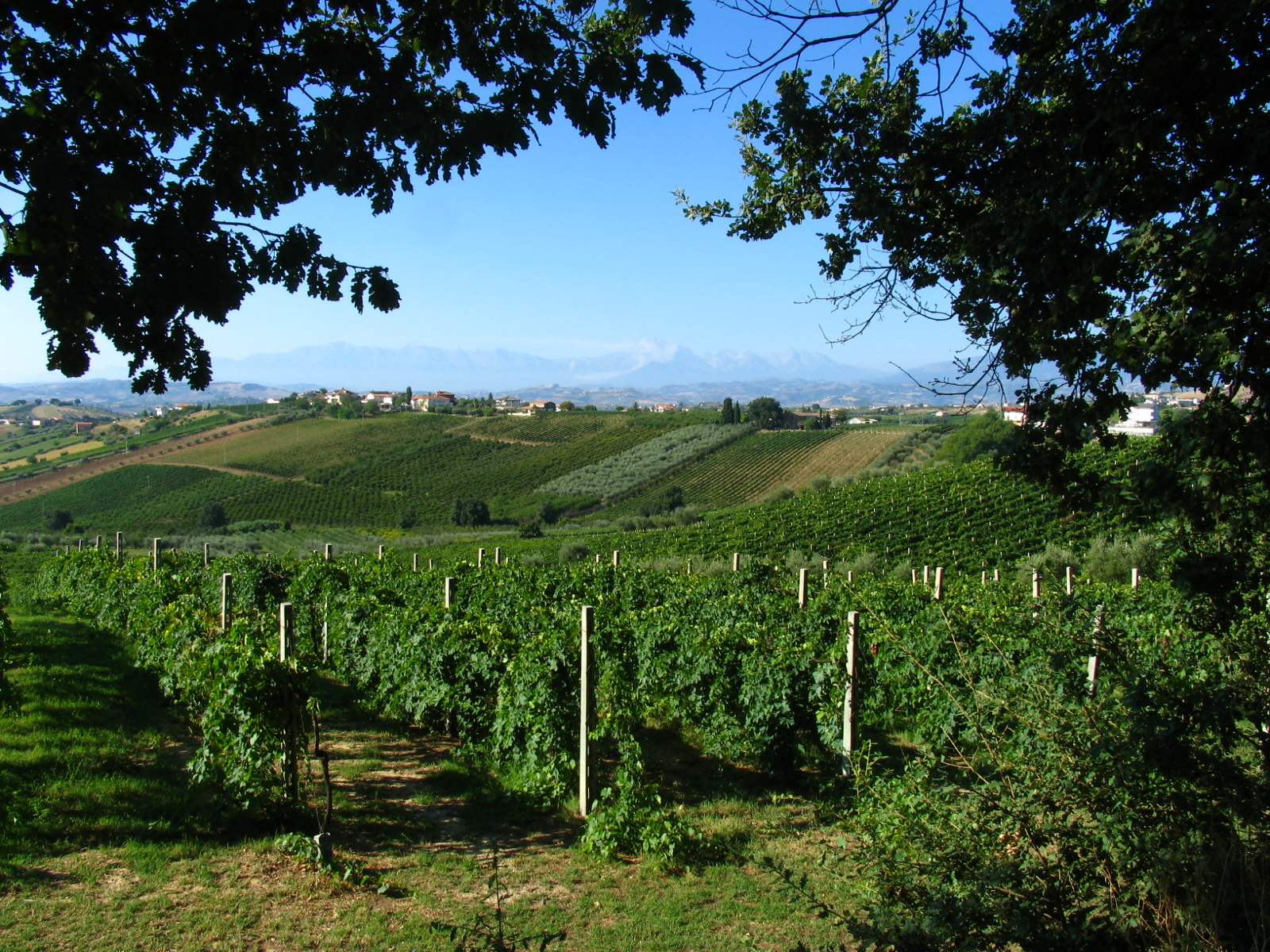
كرم عنب إيطالي كلاسيكي وبجانبه بعض أشجار الزيتون.

تعد إيطاليا إحدى أقدم مناطق إنتاج النبيذ في العالم، ويعرف النبيذ الإيطالي عالميا بأنواعه العديدة. إيطاليا هي أكبر منتج للنبيذ بالعالم وتتبعها فرنسا. تنتج حوالي 40-50 مليون هيكتولتر بالسنة ويمثل حوالي ثلث الإنتاج العالمي. يصدر النبيذ الإيطالي حول العالم ويستخدم بكثرة في إيطاليا حيث تصنف الرابعة على مستوى العالم باستهلاك النبيذ من ناحية الحجم ويستهلك كل فرد 42 لتر. ينمو العنب في كل منطقة تقريبا وهناك أكثر من مليون كرم يتم زراعته.

## وصلات إضافية
- Italian Wine Appellations، من وزارة الزراعة الإيطالية(IT)
- National Registry of Grape Varieties، من وزارة الزراعة الإيطالية (IT)